# Lotnisko Tomaszów Mazowiecki
Lotnisko Tomaszów Mazowiecki – Nowy Glinnik (kod ICAO: EPTM) – lotnisko wojskowe w Nowym Glinniku, gminie Lubochnia, w województwie łódzkim , 10 kilometrów od Tomaszowa Mazowieckiego i 60 km od Łodzi.

## Dane techniczne
| Droga startowa                   | 11/29 (116°, 296°), Beton – 2000 × 60 m, PCN 10 R/B/X/U                                               |
| System świateł                   | brak                                                                                                  |
| Procedura podejścia do lądowania | NDB "NPR" 488 KHz+ NDB "NP" 437 KHz RWY 29 (pas 29) CAT(A,B,C)                                        |
| Paliwo                           | JET-A1, AeroShell Fluid 41, Castrol 599,                                                              |
| Urządzenia radionawigacyjne      | NDB NPR 488 KHz, NDB NP 437 KHz                                                                       |
| Częstotliwości radiowe           | - Tomaszów Precyzyjny – 120,750 MHz - Tomaszów Zbliżanie – 130,250 MHz - Tomaszów Wieża – 125,000 Mhz |
| Wzniesienie lotniska             | 174 m (n.p.m.)                                                                                        |

## Historia
Około 1925 roku na gruntach majątku Ostrowskich rozpoczęto wytyczanie lądowiska dla samolotów. Z tego lądowiska korzystał między innymi ówczesny Prezydent Rzeczypospolitej Ignacy Mościcki. Na tę okazję wybudowano drewniany budynek pełniący funkcje portu lotniczego oraz drewniany hangar mogący pomieścić dwa samoloty. Prezydent podczas tej wizyty był goszczony w miejscowym zespole pałacowym. W latach 30. XX wieku na lotnisku samoloty lądowały sporadycznie. Korzystali z nich głównie miejscowi fabrykanci udając się do Łodzi (Lublinek) lub do Warszawy (lotnisko mokotowskie). 
Podczas II wojny światowej lotnisko przejęli Niemcy. Prawdopodobnie w 17 stycznia 1945 roku Niemcy wysadzili w powietrze pole wzlotów. 
W maju 1945 roku na lotnisko przebazowano 7 Pułk Lotnictwa Szturmowego (7 PLSz), a w październiku 1945 roku z lotniska Ujazd 6 Pułk Lotnictwa Szturmowego (6 PLSz) z samolotami Ił-2. Od wiosny 1947 roku przez cztery lata na lotnisku nie stacjonowały żadne pułki lotnicze. Od 26 lipca 1951 roku stacjonowała 1 Eskadra Pilotażu Myśliwskiego Oficerskiej Szkoły Lotniczej nr 5 (1 epb OSL-5) na samolotach Jak-9 P i Jak-9 W. W związku z przebudową lotniska w lutym 1954 roku 1. eskadra OSL-5 została przebazowana na lotnisko w Oleśnicy k/Wrocławia. 
W latach 1954–1955 rozbudowano lotnisko przystosowując je do eksploatacji samolotów z napędem turboodrzutowym. Oprócz nowej drogi startowej o wymiarach 2000 × 60 m, powstała sieć dróg kołowania, indywidualne stanowiska postoju samolotów, strefa rozśrodkowania. Oprócz tego powstało wiele innych obiektów służących obsłudze samolotów z napędem turboodrzutowym. Wiosną 1955 roku 1 epb OSL-5 powróciła na Lotnisko Nowy Glinnik. Jednocześnie nastąpiła wymiana sprzętu. Wycofano wszystkie samoloty Jak-9, zastępując je samolotami Jak-11 . W dniach 7-8 lutego 1956 roku 6 Eskadra Pilotażu Przejściowego Oficerskiej Szkoły Lotniczej nr 5 została przebazowana z lotniska Przasnysz na lotnisko Tomaszów Mazowiecki. W lutym 1958 roku w Tomaszowie Mazowieckim na bazie jednostki sformowano 63 pułk szkolno-bojowy z samolotami MiG-15, UTIMiG-15, Jak-11 . Dowódca Wojsk Lotniczych i Obrony Przeciwlotniczej Obszaru Kraju rozformował 63 Pułk Szkolno-Bojowy Oficerskiej Szkoły Lotniczej 25 czerwca 1958 roku. Stałym gospodarzem Lotniska Nowy Glinnik był batalion zaopatrzenia (JW 3247). Następnie na Lotnisko Nowy Glinnik przebazowana została 2. eskadra 61 Lotniczego Pułku Szkolno-Bojowego z lotniska w Nowym Mieście nad Pilicą . 
Od 1960 roku na Lotnisku Tomaszów Mazowiecki stacjonował 66 Lotniczy Pułk Szkolny, prowadził on szkolenie na różnych typach samolotów m.in. PZL TS-11 Iskra, Lim-2 (MiG-15BIS), PZL TS-8 Bies, Jak-18. W związku z likwidacją tego pułku w 1989 roku lotnisko zostało przejęte przez 60 Lotniczy Pułk Szkolny z Radomia, do 1995 roku odbywało się tam szkolenie pilotów w ramach 3. eskadry szkolnej pod dowództwem ppłk. dypl. pil. Zenona Mackiewicza. Od 1995 roku lotnisko w Nowym Glinniku użytkowane jest przez 7 Dywizjon Lotniczy (7 dlot) , który przeznaczony jest do wsparcia ogniowego, desantowania powietrznego, transportu powietrznego oraz zabezpieczenia pododdziałów szturmowych 25 Brygady Kawalerii Powietrznej (25 BKP) na polu walki i używa do tych celów śmigłowców PZL W-3 Sokół.